# Le Technicien
 (juillet 2015).
Si vous disposez d'ouvrages ou d'articles de référence ou si vous connaissez des sites web de qualité traitant du thème abordé ici, merci de compléter l'article en donnant les références utiles à sa vérifiabilité et en les liant à la section « Notes et références ».
Le Technicien est un vaudeville d'Éric Assous, mis en scène par Jean-Luc Moreau et représenté pour la première fois le 10 septembre 2010 au Théâtre du Palais-Royal. 

## Argument
Après une séparation douloureuse il y a 25 ans, Séverine a choisi de se plonger dans le travail. Elle a créé sa propre maison d'édition, petite, certes, mais qui lui donne pleinement satisfaction. Jusqu'au jour où Jean-Pierre, son ex-mari, ancien banquier d'affaires, se présente dans son bureau. Il est complètement ruiné, au chômage, et menacé d'expulsion. Séverine accepte de l'aider à deux conditions : personne ne doit savoir qui il est vraiment, et il sera technicien... de surface.

## Personnages
- Jean-Pierre, le technicien de surface
- Séverine, la directrice de la maison d'édition
- Patrice, le directeur financier
- Victoria, un auteur
- Célia, la secrétaire
- Guillaume, le coursier
- Gaëtan, l'un des lecteurs
- Liebovski, un autre auteur

## Distribution
- Jean-Pierre : Roland Giraud
- Séverine : Maaïke Jansen
- Patrice : Patrick Guillemin, puis Jean Barney
- Victoria : Martine Mongermont
- Célia : Zoé Bruneau
- Guillaume : Arthur Fenwick
- Gaëtan : Jean Franco
- Liebovski : Jean-Yves Roan

## Fiche technique
- Auteur : Eric Assous
- Mise en scène : Jean-Luc Moreau, assisté de Anne Poirier-Busson
- Décors : Charlie Mangel, assisté de Juliette Azzopardi
- Lumières : David Cadet
- Costumes : Juliette Chanaud
- Musique originale : Sylvain Meyniac

## Citations
- Les femmes, c'est comme les yaourts, faut pas dépasser la date de péremption
- La faiblesse des autres, c'est ma force à moi